# Melodyjny hardcore
Melodyjny Hardcore (ang. melodic hardcore) – podgatunek hardcore punka, charakteryzujący się mniejszą agresywnością oraz, jak sama nazwa na to wskazuje, bardziej melodyjny. Dzięki tym cechom melodyjny hardcore swoim brzmieniem przypomina nieco pop punk. Istnieje również podobieństwo z innym podgatunkiem hardcore – Youth crew.

## Historia
Melodyjny hardcore pojawił się na początku lat osiemdziesiątych. Gatunek wyłonił się na początku ze sceny hardcore w Los Angeles za sprawą The Descendents i Bad Religion, a następnie w kilku innych miejscach na terenie USA – Waszyngtonie (Dag Nasty) oraz nieco później w Nowym Jorku (Gorilla Biscuits, Youth of Today). Względną popularność melodyjny hardcore zyskał jednak dopiero w latach dziewięćdziesiątych za sprawą zespołów z New Jersey – Turning Point i Lifetime. Spośród współczesnych wykonawców najbardziej rozpoznawalne jest Rise Against z Chicago.

## Wpływy
Klasyczne brzmienie melodic hardcore reprezentuje zaledwie część niezbyt dużego grona wykonawców. Pozostali tworzą muzykę zawierającą wpływy post hardcore'u, youth crew, czy też klasycznego punk rocka.

## Wykaz ważniejszych zespołów
- 7 Seconds – prekursorzy youth crew i pozytywnego hardcore'u
- 88 Fingers Louie – zespół założony przez późniejszych członków Rise Against i Alkaline Trio
- AFI – znany zespół punkowy o trudnym do sprecyzowania stylu muzycznym; hardcore o brzmieniu bardzo podobnym do melodic grali we wczesnych latach kariery
- Bad Religion – jeden z prekursorów gatunku, zespół pochodzący z Kalifornii o dużym wkładzie w rozwój muzyki punkowej, ich charakterystyczną cechą jest negatywne nastawienie do religii
- Being As An Ocean
- Counterparts
- Crime in Stereo – przedstawiciele nowojorskiej sceny melodic hardcore
- Dag Nasty – jeden z prekursorów gatunku, w ich twórczości można dostrzec wpływy emo
- Gorilla Biscuits – zespół z Nowego Jorku, łączą w swojej twórczości różne typy hardcore punka - melodic, pozytywny, youth crew
- Heart In Hand
- Holding Absence
- Lifetime – wpływowy zespół z New Jersey
- Modern Life Is War – ich muzyka jest połączeniem melodic z post hardcore
- More Than Life
- NOFX – jedna z najważniejszych grup kalifornijskiej sceny punkowej lat dziewięćdziesiątych
- Reset – zespół z Kanady, grają od 1993 roku
- Rise Against – obecnie najbardziej rozpoznawalny zespół spośród grających melodyjny hardcore
- Set Your Goals – dobrze zapowiadający się młody zespół z Kalifornii
- The Descendents – jeden z prekursorów
- The Ghost Inside
- The Offspring – wśród wielu inspiracji muzyka zespołu wiele czerpie z tego właśnie gatunku
- While She Sleeps – brytyjski zespół grający melodic hardcore
- Your Demise